# Роволон
Роволон (итал. Rovolon) — коммуна в Италии, располагается в провинции Падуя области Венеция.
Население составляет 4169 человек, плотность населения составляет 154 чел./км². Занимает площадь 27 км². Почтовый индекс — 35030. Телефонный код — 049.
В коммуне совершается память 
- святого Мавра (Бастия, середина января)
- святого Иоанна Крестителя, (Карбонара, последние выходные июня)
- Пресвятой Богородицы, (Бастия, первая неделя августа)
- святителя Мартина Турского, (Карбонара, 11 ноября)